# Мілі-
мілі- (м) — префікс системи SI що означає множник 10−3={\displaystyle \left({\frac {1}{1000}}\right)}.
Префікс затверджено у 1795 році. Походить від латинського mille — тисяча. Для позначення використовується мала ем: кирилична (в українській мові) або латинська (у міжнародній практиці), тобто м або m, відповідно. Приклад: 1 мл (ml) — один мілілітр.
Серед часткових префіксів є одним з найпоширеніших (нарівні з мікро-, наприклад). Так, він застосовується з одиницями вимірювання часу — мілісекунда, відстаней — міліметр, об'єму — мілілітр і деяких інших.